# مانکیز
مانکیز (به انگلیسی: The Monkees) گروه پاپ راک انگلیسی-آمریکایی است که در سال ۱۹۶۶ و به عنوان بخشی از یک مجموعه تلویزیونی به همین نام در لس آنجلس بنیان نهاده شد. این کار توسط «باب رافلسون» و «برت اشنایدر» انجام شد. غیر از دیوی جونز انگلیسی، سایر افراد این گروه آمریکایی هستند.
در ابتدا گروه به ندرت فرصتی برای اجرا و تولید به‌دست می‌آورد و تنها نقش تأمین صدا را بر عهده داشت اما پس از مدتی، با تلاش اعضا، آن‌ها حق نظارت بر محصولات موسیقایی که با نام مانکیز ارائه می‌شد را به‌دست آورند.
از معروف‌ترین ترانه‌های این گروه می‌توان به ایمان آوردم (I'm a Believer) محصول ۱۹۶۶ اشاره کرد.